# Aciagrion nodosum
Aciagrion nodosum – gatunek ważki z rodziny łątkowatych (Coenagrionidae).